# 佰物語
オリジナルドラマCD『佰物語』（ヒャクモノガタリ）は、西尾維新が脚本を書いたドラマCD。〈物語〉シリーズの番外編として講談社BOXレーベルにて2009年8月3日に発売された。イラストレーションは渡辺明夫。

## 概要
『化物語』のアニメ化を記念して発売された、同作の登場人物が総登場するドラマCD。CDとシナリオブックがセットになっている。入学試験から卒業式まで高校生活にまつわる100篇のお題によるキャラクター同士の掛け合いで構成されている。「百物語」と言えば本来は怪談話だが、怪異にまつわるエピソードは無く、『化物語』や『偽物語』の雑談パートのようなコント形式のショートギャグ集となっている。
作者である西尾維新によると小説本編とも、アニメ版とも違う第3セクター的な位置付けとのこと。タイトルの『佰物語』はシリーズ当初の「にんべん」のついた漢字に物語をつける、という法則にしたがっているが、佰と百で漢字の意味は変わらない。
西尾は執筆が速いことで有名だが、本作の脚本は僅か一日で書き上げられた。音声の収録はアニメ『化物語』第一話「ひたぎクラブ 其ノ壱」収録後に行われた。『化物語』のキャストが全員集合して収録したのはこの時限りとのこと。なお、本作に参加した声優の神谷浩史と花澤香菜は「できれば、本編で再会するエピソードを演った後で、本作を収録したかった」と語っている。
シナリオブック巻末の謝辞にて西尾は、今後ドラマCDのシナリオ執筆を依頼されることは無いだろうと予想しているが、後に『刀語』がアニメ化された際に企画されたドラマCD『不問語』のシナリオを執筆している。
パッケージイラストは吸血鬼のコスプレをする阿良々木暦、蟹のコスプレをする戦場ヶ原ひたぎ、猫のコスプレをする羽川翼の3人が描かれている。
このシリーズでは、タイトルロゴにおける作品のカタカナ表記は、「モノ」と「ガタリ」が分けられる形で表記される（例：化 バケモノ 物 ガタリ 語」）が、今作だけは「ヒャク」と「モノガタリ」の間で分けられている。

## 登場キャラクター
阿良々木 暦（あららぎ こよみ）
声 - 神谷浩史
本シリーズの主人公。私立直江津高校の3年生男子。数学を除いて成績はあまりいい方では無く、友達が少ない。全編に渡ってツッコミ役を務める。
戦場ヶ原 ひたぎ（せんじょうがはら ひたぎ）
声 - 斎藤千和
暦のクラスメイト。学年トップクラスの成績で、授業中は大人しいが、実は相当の毒舌で隙あらば暦を苛めている。
八九寺 真宵（はちくじ まよい）
声 - 加藤英美里
ツインテールの小学生。小学生だが暦とは遠慮のない友情を築いている。
神原 駿河（かんばる するが）
声 - 沢城みゆき
直江津高校2年生女子。スポーツが得意だが、成績も良い。左利きだが、左手に包帯を巻いている。何でもない事でもエロい話に結びつけようとする傾向がある。
千石 撫子（せんごく なでこ）
声 - 花澤香菜
公立中学に通う少女。密かに暦に恋している。大人しくて内気だが、学級閉鎖に憧れたり、台風でテンションが上がるなど、どこか頭のネジが外れたようなところがある。
羽川 翼（はねかわ つばさ）
声 - 堀江由衣
暦やひたぎのクラスの委員長で非常に礼儀正しい。常に学年トップの成績で数々のセンセーショナルな逸話を持っている。
忍野 メメ（おしの メメ）
声 - 櫻井孝宏
暦の近所の廃墟に住み着いている三十代の男性。暦と青春や将来の夢について語る。
忍野 忍（おしの しのぶ）
声 - 平野綾
怪異の王たる吸血鬼の搾りカスとも言える存在。その力を奪われ、忍野メメによって名前で縛られている。本編での会話には加わらず、片言でタイトルコールのみ行う。
阿良々木 火憐（あららぎ かれん）
声 - 喜多村英梨
暦の大きい方の妹で中学3年生。私立栂の木二中の「ファイヤーシスターズ」の異名を持つ。
阿良々木 月火（あららぎ つきひ）
声 - 井口裕香
暦の小さい方の妹で中学2年生。私立栂の木二中の「ファイヤーシスターズ」の異名を持つ。
ブラック羽川（ブラックはねかわ）
声 - 堀江由衣
怪異「障り猫（さわりねこ）」によって出現した羽川翼の裏人格。語尾に「にゃ」を付けて話す。

## スタッフ
- 脚本 - 西尾維新
- イラストレーション - 渡辺明夫
- 音響制作 - 楽音舎
- 音響監督 - 鶴岡陽太
- ピアノ伴奏 - 菊谷知樹
- マスタリング - ソニー・ミュージックスタジオ
- マスタリングエンジニア - 内藤哲也

## エピソード
『佰物語』の名前通り、全100話のエピソードが収録されている。CDの仕様上、全99トラックで、"1.入学試験と2.合格発表"、"44.春休みと45.ゴールデンウィーク"、"53.階段と54.怪談"は1つのトラックとなる。また、第1トラックに"合唱「思い出のアルバム」"、最終トラックに"合唱「ありがとうさようなら」"が入る。
| 話数 | タイトル   | 話数 | タイトル     | 話数 | タイトル           | 話数 | タイトル         | 話数 | タイトル     |
| ---- | ---------- | ---- | ------------ | ---- | ------------------ | ---- | ---------------- | ---- | ------------ |
| 1    | 入学試験   | 21   | 登下校       | 41   | 図書室             | 61   | バレンタインデー | 81   | 体育館       |
| 2    | 合格発表   | 22   | クラブ活動   | 42   | 夏休み             | 62   | 移動教室         | 82   | 気象警報     |
| 3    | 入学式     | 23   | 放課後       | 43   | 冬休み             | 63   | 黒板             | 83   | 掃除当番     |
| 4    | 制服       | 24   | 私服         | 44   | 春休み             | 64   | 将来の夢         | 84   | 五月病       |
| 5    | クラス分け | 25   | 友達         | 45   | ゴールデンウィーク | 65   | ラブレター       | 85   | 球技大会     |
| 6    | 週休二日   | 26   | 携帯電話     | 46   | 避難訓練           | 66   | 修学旅行         | 86   | 恋愛         |
| 7    | テスト     | 27   | メール       | 47   | 通知表             | 67   | 宿題             | 87   | 職員室       |
| 8    | 文系・理系 | 28   | アルバイト   | 48   | マラソン大会       | 68   | お弁当           | 88   | 朝礼         |
| 9    | 国語       | 29   | テレビ       | 49   | 文房具             | 69   | 受験勉強         | 89   | 学級会       |
| 10   | 数学       | 30   | ラジオ       | 50   | 髪型               | 70   | 推薦入試         | 90   | ボランティア |
| 11   | 社会       | 31   | 体操服       | 51   | 委員長             | 71   | 合唱会           | 91   | 持ち物検査   |
| 12   | 英語       | 32   | プール       | 52   | 不良               | 72   | 肝試し           | 92   | テスト勉強   |
| 13   | 理科       | 33   | 喧嘩         | 53   | 階段               | 73   | 休み時間         | 93   | 廊下         |
| 14   | 体育       | 34   | 体育祭       | 54   | 怪談               | 74   | 出席番号         | 94   | 旅行         |
| 15   | 保健体育   | 35   | ニックネーム | 55   | 青春               | 75   | 文化祭           | 95   | 告白         |
| 16   | 音楽       | 36   | 更衣室       | 56   | 屋上               | 76   | 林間学校         | 96   | 掲示板       |
| 17   | 書道       | 37   | 身体測定     | 57   | 授業               | 77   | 転校生           | 97   | 買い食い     |
| 18   | 美術       | 38   | 出欠         | 58   | 席替え             | 78   | 学問             | 98   | ストーブ     |
| 19   | 家庭科     | 39   | 学級閉鎖     | 59   | 教科書             | 79   | 読書             | 99   | 体育倉庫     |
| 20   | 教師       | 40   | 保健室       | 60   | ゲームセンター     | 80   | 衣替え           | 100  | 卒業式       |

## 音楽
オープニングテーマ「思い出のアルバム」
作詞：増子とし、作曲：本多鉄麿
歌：阿良々木暦（神谷浩史）、戦場ヶ原ひたぎ（斎藤千和）、八九寺真宵（加藤英美里）、神原駿河（沢城みゆき）、千石撫子（花澤香菜）、羽川翼（堀江由衣）、忍野メメ（櫻井孝宏）、忍野忍（平野綾）、阿良木火憐（喜多村英梨）、阿良々木月火（井口裕香）

エンディングテーマ「ありがとう さようなら」
作詞：井出隆夫、作曲：福田和禾子
歌：阿良々木暦（神谷浩史）、戦場ヶ原ひたぎ（斎藤千和）、八九寺真宵（加藤英美里）、神原駿河（沢城みゆき）、千石撫子（花澤香菜）、羽川翼（堀江由衣）、忍野メメ（櫻井孝宏）、忍野忍（平野綾）、阿良木火憐（喜多村英梨）、阿良々木月火（井口裕香）